# Gaston Kuypers
Pour les articles homonymes, voir Kuypers.
 (novembre 2009).
Si vous disposez d'ouvrages ou d'articles de référence ou si vous connaissez des sites web de qualité traitant du thème abordé ici, merci de compléter l'article en donnant les références utiles à sa vérifiabilité et en les liant à la section « Notes et références ».
Gaston Kuypers (né à Bruxelles le 2 janvier 1903 et mort à Saint-Étienne le 13 novembre 1997) est un peintre belge.

## Biographie
Gaston Kuypers vient en France à Paris en 1917 et y fréquente l'école Germain Pilon (devenue en 1925 École des arts appliqués à l'industrie par la fusion des écoles Germain Pilon et Bernard Palissy ). En plus de son travail dans un atelier de gravure, il dessine et peint à l'aquarelle et gardera toute sa vie un travail constant et acharné à la base de son œuvre que nous retrouvons dans de nombreux carnets et plus de 800 dessins, le plus souvent au fusain.
De retour en Belgique, il passe à Bruxelles un diplôme d'ingénieur chimiste, devient représentant des parfums Bourjois de la maison Chanel pour la Wallonie, puis directeur pour les Pays-Bas, durant ces années il continue toujours à dessiner lors de ses rares loisirs. En 1935, une grave maladie l'oblige à quitter La Haye aux Pays-Bas pour la montagne française où il dessine puis se consacre uniquement à la peinture.
Réfugié avec sa famille pendant la guerre en Provence à Buis-les-Baronnies, il peint presque exclusivement à l'huile et utilise les lumières et les couleurs méridionales dans ses nombreuses aquarelles et huiles de Toscane, Ombrie, Venise, Rome, Italie, Maroc, Algérie, Irlande et France.
Sa femme Anne-Marie Argand - Delettrez professeur et fille de Pierre Marie Argand (fils de Paul Adrien Joseph Argand , directeur à Paris des grands magasins à la place Clichy 101,99,97 rue d'Amsterdam, rue de saint Petersbourg et 3 boulevard des Batignolles et 15 avenue de la gare à Nice , propriétaire aussi à Fleurines dans l'Oise du château Argand ou château de Saint Christophe ( Prieuré Saint-Christophe-en-Halatte ), marié a  Marie-Madeleine Marie Delettrez (fille de Georges Félix Delettrez, parfumeur à Paris et Blanche Marie Lhopiteau).
Installé aux portes de Paris à la fin de la guerre dans le village de Vanves où vivent de nombreux artistes, ainsi qu'à Fleurines un petit village de l'Oise, il exposera dans plusieurs lieux et sera reconnu par la critique de son époque.
Il meurt en 1997 laissant derrière lui une multitude de carnets de dessins, gouaches huiles fusains et aquarelles. Il est enterré dans la chapelle familiale au cimetière de Montmartre à Paris auprès de sa femme.